# HQ-19
HQ-19 (по классификации НАТО: CH-AB-2) — система противоракетной обороны (ПРО) и противоспутникового оружия (ПСО), разработанная Китайской Народной Республикой.
Это вариант ЗРК большой дальности HQ-9. HQ-19 предназначена для борьбы с баллистическими ракетами средней дальности. Она поражает баллистические ракеты на среднем и конечном участках траектории, что сопоставимо с американской системой ПРО THAAD. Ракета могла «начать предварительные испытания» в 2018 году.

## Обзор
HQ-19 был разработан в рамках Программы 863, инициированной в конце 1990-х годов. Ракета успешно прошла испытания в 1999 году, и многочисленные отчёты подтвердили её способность поражать цели на высоте до 200 км при скорости до 10.000 м/с. В 2010-х годах было проведено ещё несколько испытаний, а в 2021 году Министерство национальной обороны КНР сертифицировало возможности ракеты. Ракета поступила в ограниченную эксплуатацию в 2018 году и была публично представлена на авиашоу в Чжухае в 2024 году.
Система HQ-19 предназначена для перехвата баллистических ракет, противодействия гиперзвуковым планирующим летательным аппаратам и поражения спутников, что во многом сопоставимо с американскими системами THAAD и SM-3. Ракета управляется радаром Type 610А с дальностью обнаружения до 4000 км, а сама ракета способна перехватывать цели на расстоянии до 3000 км. Ракета использует радиолокационное и инфракрасное наведение, а инфракрасные окна установлены по бокам для уменьшения атмосферных помех. Ракета оснащена двухступенчатым твердотопливным ракетным двигателем, позволяющим ракете развивать удельный импульс 260 секунд. Ракета изготовлена из углеродного волокна, что обеспечивает жёсткую раму, выдерживающую перегрузки до 60G при манёврах. Метод перехвата – прямое воздействие через внеатмосферный кинетический аппарат.